# Giro di Romandia 2000
Il Giro di Romandia 2000, cinquantaquattresima edizione della corsa, si svolse dal 2 al 7 maggio su un percorso di 821 km ripartiti in 6 tappe e un cronoprologo, con partenza a Locarno e arrivo a Ginevra. Fu vinto dall'italiano Paolo Savoldelli della Saeco davanti allo spagnolo Joseba Beloki e allo svizzero Laurent Dufaux.

## Tappe
| Tappa  | Data     | Percorso                              | km    | Vincitore di tappa | Leader cl. generale |
| ------ | -------- | ------------------------------------- | ----- | ------------------ | ------------------- |
| Prol.  | 2 maggio | Locarno > Locarno (cron. individuale) | 6,5   | Paolo Savoldelli   | Paolo Savoldelli    |
| 1ª     | 3 maggio | Locarno > Le Bouveret                 | 224,3 | Mario Cipollini    | Paolo Savoldelli    |
| 2ª     | 4 maggio | Montreux > La Chaux-de-Fonds          | 162,1 | Laurent Dufaux     | Paolo Savoldelli    |
| 3ª-1ª  | 5 maggio | Neuchâtel > Orbe                      | 66,6  | Eddy Mazzoleni     | Paolo Savoldelli    |
| 3ª-2ª  | 5 maggio | Orbe > Orbe (cron. individuale)       | 24,2  | Joseba Beloki      | Joseba Beloki       |
| 4ª     | 6 maggio | Orbe > Leysin                         | 160   | Andrea Noè         | Paolo Savoldelli    |
| 5ª     | 7 maggio | Aigle > Ginevra                       | 177,8 | Mario Cipollini    | Paolo Savoldelli    |
| Totale | Totale   | Totale                                | 821   |                    |                     |

## Dettagli delle tappe

### Prologo
- 2 maggio: Locarno > Locarno (cron. individuale) – 6,5 km

| Pos. | Corridore         | Squadra | Tempo |
| ---- | ----------------- | ------- | ----- |
| 1    | Paolo Savoldelli  | Saeco   | 7'31" |
| 2    | Miguel Ángel Peña | ONCE    | a 10" |
| 3    | Íñigo Cuesta      | ONCE    | a 11" |

| Pos. | Corridore         | Squadra | Tempo |
| ---- | ----------------- | ------- | ----- |
| 1    | Paolo Savoldelli  | Saeco   | 7'31" |
| 2    | Miguel Ángel Peña | ONCE    | a 10" |
| 3    | Íñigo Cuesta      | ONCE    | a 11" |

### 1ª tappa
- 3 maggio: Locarno > Le Bouveret – 224,3 km

| Pos. | Corridore       | Squadra      | Tempo    |
| ---- | --------------- | ------------ | -------- |
| 1    | Mario Cipollini | Saeco        | 6h28'19" |
| 2    | Fabrizio Guidi  | FDJ          | s.t.     |
| 3    | Tayeb Braikia   | L. McCartney | s.t.     |

| Pos. | Corridore         | Squadra | Tempo    |
| ---- | ----------------- | ------- | -------- |
| 1    | Paolo Savoldelli  | Saeco   | 6h35'50" |
| 2    | Mario Cipollini   | Saeco   | a 10"    |
| 3    | Miguel Ángel Peña | ONCE    | a 11"    |

### 2ª tappa
- 4 maggio: Montreux > La Chaux-de-Fonds – 162,1 km

| Pos. | Corridore            | Squadra        | Tempo    |
| ---- | -------------------- | -------------- | -------- |
| 1    | Laurent Dufaux       | Saeco          | 3h55'04" |
| 2    | Francesco Casagrande | Vini Caldirola | s.t.     |
| 3    | Yvon Ledanois        | FDJ            | s.t.     |

| Pos. | Corridore          | Squadra       | Tempo     |
| ---- | ------------------ | ------------- | --------- |
| 1    | Paolo Savoldelli   | Saeco         | 10h31'34" |
| 2    | Íñigo Cuesta       | ONCE          | a 17"     |
| 3    | Gabriele Missaglia | Lampre-Daikin | a 19"     |

### 3ª tappa
- 5 maggio: Neuchâtel > Orbe – 66,6 km

| Pos. | Corridore         | Squadra        | Tempo    |
| ---- | ----------------- | -------------- | -------- |
| 1    | Eddy Mazzoleni    | Polti          | 1h22'43" |
| 2    | Dmitrij Konyšev   | Fassa Bortolo  | a 3"     |
| 3    | Romāns Vainšteins | Vini Caldirola | s.t.     |

| Pos. | Corridore          | Squadra       | Tempo     |
| ---- | ------------------ | ------------- | --------- |
| 1    | Paolo Savoldelli   | Saeco         | 11h54'20" |
| 2    | Íñigo Cuesta       | ONCE          | a 17"     |
| 3    | Gabriele Missaglia | Lampre-Daikin | a 19"     |

### 4ª tappa
- 5 maggio: Orbe > Orbe (cron. individuale) – 24,2 km

| Pos. | Corridore        | Squadra | Tempo  |
| ---- | ---------------- | ------- | ------ |
| 1    | Joseba Beloki    | Festina | 29'21" |
| 2    | Paolo Savoldelli | Saeco   | a 28"  |
| 3    | Íñigo Cuesta     | ONCE    | a 33"  |

| Pos. | Corridore        | Squadra | Tempo     |
| ---- | ---------------- | ------- | --------- |
| 1    | Joseba Beloki    | Festina | 12h24'00" |
| 2    | Paolo Savoldelli | Saeco   | a 10"     |
| 3    | Íñigo Cuesta     | ONCE    | a 32"     |

### 5ª tappa
- 6 maggio: Orbe > Leysin – 160 km

| Pos. | Corridore            | Squadra        | Tempo    |
| ---- | -------------------- | -------------- | -------- |
| 1    | Andrea Noè           | Mapei          | 4h35'35" |
| 2    | Francesco Casagrande | Vini Caldirola | a 8"     |
| 3    | Gilberto Simoni      | Lampre-Daikin  | a 12"    |

| Pos. | Corridore        | Squadra | Tempo     |
| ---- | ---------------- | ------- | --------- |
| 1    | Paolo Savoldelli | Saeco   | 16h59'57" |
| 2    | Joseba Beloki    | Festina | a 12"     |
| 3    | Laurent Dufaux   | Saeco   | a 27"     |

### 6ª tappa
- 7 maggio: Aigle > Ginevra – 177,8 km

| Pos. | Corridore         | Squadra        | Tempo    |
| ---- | ----------------- | -------------- | -------- |
| 1    | Mario Cipollini   | Saeco          | 4h01'44" |
| 2    | Romāns Vainšteins | Vini Caldirola | s.t.     |
| 3    | Markus Zberg      | Rabobank       | s.t.     |

| Pos. | Corridore        | Squadra | Tempo     |
| ---- | ---------------- | ------- | --------- |
| 1    | Paolo Savoldelli | Saeco   | 21h01'41" |
| 2    | Joseba Beloki    | Festina | a 12"     |
| 3    | Laurent Dufaux   | Saeco   | a 27"     |

## Classifiche finali

### Classifica generale
| Pos. | Corridore               | Squadra          | Tempo     |
| ---- | ----------------------- | ---------------- | --------- |
| 1    | Paolo Savoldelli        | Saeco            | 21h01'41" |
| 2    | Joseba Beloki           | Festina          | a 12"     |
| 3    | Laurent Dufaux          | Saeco            | a 27"     |
| 4    | Andrea Noè              | Mapei-Quick Step | a 37"     |
| 5    | William Chann Mcrae     | Mapei-Quick Step | a 1'02"   |
| 6    | Gilberto Simoni         | Lampre-Daikin    | a 1'25"   |
| 7    | José Luis Rubiera Vigil | Kelme            | a 1'31"   |
| 8    | Roland Meier            | Cofidis          | a 1'37"   |
| 9    | Raimondas Rumšas        | Fassa Bortolo    | a 1'38"   |
| 10   | Wladimir Belli          | Fassa Bortolo    | s.t.      |